# 라디오가 좋다
《안선영의 라디오가 좋다》는 평일 오후 4시 5분부터 저녁 6시까지 SBS 러브FM에서 방송한 라디오 프로그램이다.

## 역사
2002년 4월 15일부터 2007년 11월 2일까지 방송된 《허수경의 가요풍경》이 SBS 러브FM의 2007년 가을 개편에 따라 방송인 김승현과 공동으로 진행하게 되면서 "김승현, 허수경의 라디오가 좋다"로 제목을 바꾸어 2007년 11월 5일에 방송을 시작하였다. 허수경의 출산으로 인해 2008년 1월 1일부터 그 해 1월 18일까지 최영주 아나운서가 임시로 진행하였다. 이후 2009년 10월 26일 자로 다시 가을 개편이 이루어지면서 배우 안선영이 단독 진행하다가 SBS 러브FM 봄 개편으로 2012년 4월 27일을 마지막으로 5년 만에 폐지되었다.

## 역대 DJ
- 김승현 : 2007년 11월 5일 ~ 2009년 10월 23일
- 허수경 : 2007년 11월 5일 ~ 2007년 12월 31일, 2008년 1월 21일 ~ 2009년 10월 23일
- 최영주 (임시) : 2008년 1월 1일 ~ 2008년 1월 18일
- 안선영 : 2009년 10월 26일 ~ 2012년 4월 27일

## 코너

### 요일별 코너
- 월요일 : 무조건 리서치(김태환, 박상철과 공동 진행)
- 화요일 : 사연 삼자대면 2기(김다래, 김태환, 황제성과 공동 진행)
- 수요일 : 속씨원한 흥녀타임(김현정과 공동 진행)
- 목요일 : 세 남자의 사연이 좋다(박상철, 황영진, 황제성과 공동 진행)
- 금요일 : 금요일, 지금 이 순간

### 매일 코너
- 육수토닉
- 기 충전 · 축하 퍼레이드
- 초성퀴즈

| SBS 러브FM 평일 프로그램 |                         |                            |
| 이전                     | 안선영의 라디오가 좋다  | 다음                       |
| 희망사항 변진섭입니다    | 안선영의 라디오가 좋다  | 브라보 라디오 구창모입니다 |
| 오후 2시 20분 ~ 오후 4시 | 오후 4시 5분 ~ 저녁 6시 | 저녁 6시 5분 ~ 밤 8시      |
|                          |                         |                            |